# Sezonul de Formula 1 din 1950
Sezonul de Formula 1 din 1950 a fost cel de-al patrulea sezon al curselor auto de Formula 1 FIA, și a inclus ediția inaugurală a Campionatului Mondial al Piloților. Sezonul a fost disputat pe parcursul a șapte curse, începând cu Marele Premiu al Marii Britanii pe 13 mai și terminându-se cu Marele Premiu al Italiei pe 3 septembrie. Șase curse au avut loc în Europa, iar Indianapolis 500, care s-a desfășurat conform regulamentelor Campionatului Național AAA⁠(en)[traduceți], a avut loc în Statele Unite ale Americii. În cadrul acestui sezon s-au organizat multe alte curse de Formula 1, curse ce nu au contat în clasamentul Campionatului Mondial.
Italianul Giuseppe Farina conducând pentru Alfa Romeo, a câștigat campionatul, fiind urmat în clasament de coechipierii săi, Juan Manuel Fangio și Luigi Fagioli.

## Rezumatul sezonului
Regulamentul primului Campionat Mondial prevedea utilizarea motoarelor supraalimentate cu capacitate de 1,5 litri sau a motoarelor normal aspirate de 4,5 litri. Având la dispoziție un motor supraalimentat (158) dezvoltat după un proiect existent dinainte de Al Doilea Război Mondial, Alfa Romeo a dominat sezonul, câștigând toate cele 6 Mari Premii disputate în Europa. Cei doi piloți ai echipei s-au duelat întregul sezon, dar Giuseppe Farina s-a impus în final, în fața lui Juan Manuel Fangio, datorită locului 4 obținut în Marele Premiu al Belgiei. Deși se disputa după alte regulamente, cursa Indianapolis 500 a făcut parte din calendarul competițional al Campionatului Mondial până în 1960. Problema care s-a pus a fost aceea că foarte puțini piloți europeni participau în Statele Unite ale Americii și de asemenea, puțini piloți americani se prezentau la cursele europene.
Primii 5 piloți la finalul fiecărei curse au primit puncte (8, 6, 4, 3, 2). Câte un punct a fost acordat pentru cel mai rapid tur de pistă. În clasamentul Campionatului Mondial s-au reținut doar cele mai bune 4 clasări ale fiecărui pilot. Pentru piloții care și-au împărțit participarea într-o cursă, punctele s-au împărțit și ele, dar în mod egal, indiferent de câte tururi a condus fiecare.

### Cursa 1: Marea Britanie
Echipa Alfa Romeo a dominat Marele Premiu al Marii Britanii pe circuitul rapid Silverstone din Anglia, calificându-se pe rândul din față al grilei cu patru mașini. Cu prezența Regelui George al VI-lea printre spectatori, Giuseppe Farina a câștigat cursa, plecând din pole position, stabilind și cel mai rapid tur al cursei. Podiumul a fost completat de colegii săi, Luigi Fagioli și Reg Parnell, în timp ce pilotul Alfa rămas, Juan Manuel Fangio, a fost forțat să se retragă după ce a avut probleme cu motorul său. Ultimii marcatori de puncte au fost Yves Giraud-Cabantous și Louis Rosier, ambii de la Talbot-Lago.

### Cursa 2: Principatul Monaco
Scuderia Ferrari și-a făcut debutul în Campionatul Mondial pe străzile din Monaco. Piloții lor principali, Luigi Villoresi și Alberto Ascari, au trebuit totuși să se mulțumească cu al treilea rând al grilei, în timp ce Alfa Romeo-urile lui Fangio și Farina au plecat din nou din primul rând, alături de un Maserati privat al lui José Froilán González. Polesitter-ul Fangio a obținut o victorie confortabilă, stabilind cel mai rapid tur al cursei, cu un tur întreg în fața lui Ascari, iar Louis Chiron de la echipa de uzină Maserati s-a clasat pe locul trei, cu un tur mai în urmă. Un accident din primul tur cauzat de pista umedă i-a eliminat pe nouă dintre cei nouăsprezece concurenți, inclusiv pe Farina și Fagioli, în timp ce González, care suferise daune, s-a retras în turul următor. Villoresi, deși întârziat de accident, își făcuse drum prin teren până pe locul doi, dar a fost nevoit să se retragă din cauza unei probleme cu osiile. Victoria lui Fangio l-a adus la egalitate cu Farina în clasamentul la puncte.

### Cursa 3: Indianapolis 500
Indianapolis 500, a treia rundă a Campionatului Mondial inaugural al Piloților, desfășurată pe Indianapolis Motor Speedway din Indianapolis, Indiana, în Statele Unite, a fost câștigată de Kurtis Kraft-Offenhauser prin Johnnie Parsons, în fața lui Bill Holland și Mauri Rose. Cursa a fost oprită după 138 din cele 200 de tururi programate din cauza ploii.

### Cursa 4: Elveția
Dominația Alfa Romeo a continuat când Campionatul Mondial s-a întors în Europa pentru Marele Premiu al Elveției pe circuitul mărginit de copaci, Bremgarten, din afara Bernei. Fangio, Farina și Fagioli s-au calificat pe primul rând al grilei pentru Alfa, în timp ce Ferrari-urile lui Villoresi și Ascari au plecat din al doilea rând. Fangio a fost liderul inițial, plecând din pole position, dar Farina l-a depășit în turul șapte. Ascari și Villoresi au reușit amândoi să se lupte cu a treia Alfa a lui Fagioli în fazele incipiente, însă amândoi s-au retras în primele zece tururi. Farina a luat victoria și cel mai rapid tur, terminând cu puțin înaintea lui Fagioli, în timp ce Rosier, pe locul trei din cauza retragerii lui Fangio, a urcat pe primul podium pentru Talbot-Lago. A doua victorie a sezonului a lui Farina l-a plasat cu șase puncte în fața constantului Fagioli, în timp ce Fangio a fost încă la trei puncte în urmă, având doar puncte într-o cursă (la Monaco, unde a câștigat).

### Cursa 5: Belgia
Alfa Romeo s-a calificat din nou cu toate mașinile în primul rând al grilei, pentru a treia oară în sezon, la Marele Premiu al Belgiei pe circuitul rapid de 14 km, Circuitul Spa-Francorchamps, în timp ce Villoresi de la Ferrari a împărțit al doilea rând cu Raymond Sommer într-un Talbot-Lago privat. Alfa-urile au fost din nou de neatins la începutul cursei, dar când s-au oprit pentru combustibil, Sommer a apărut ca un lider improbabil al cursei. Cu toate acestea, conducerea lui a fost de scurtă durată și a fost forțat să se retragă când i-a explodat motorul. Fangio a luat în cele din urmă victoria, în fața lui Fagioli, care a terminat din nou pe locul doi. Rosier a urcat din nou pe podium cu Talbot-Lago. El a reușit să-l depășească pe polesitter-ul Farina, când italianul a constatat probleme cu transmisia spre finalul cursei. Totuși, nu a fost deloc rău pentru Farina, deoarece a câștigat punctul pentru cel mai rapid tur. Fagioli și Fangio au redus diferența față de Farina în clasamentul la puncte - Fagioli s-a apropiat la doar patru puncte, în timp ce Fangio a fost cu un punct în urma acestuia.

### Cursa 6: Franța
La Reims, Alfa Romeo a fost în mare parte necontestată la Marele Premiu al Franței pe circuitul de mare viteză Reims-Gueux din cauza retragerii Ferrari-urilor lui Ascari și Villoresi. Fangio a luat pole-ul pentru a treia oară în șase curse. Puterea Alfa s-a potrivit acestui circuit de drum public - format în întregime din drepte lungi, iar Farina, plecând de pe locul 2, a condus primul sfert de cursă înainte ca problemele de combustibil să-l pună în spatele terenului. A ajuns înapoi pe locul trei înainte de a fi forțat să se retragă (în cele din urmă a fost clasat pe locul șapte). Fangio a realizat cel mai rapid tur în drum spre a doua victorie consecutivă. Fagioli a terminat pe locul al doilea pentru a patra oară din cinci starturi, în timp ce Peter Whitehead, cu un Ferrari privat, a urcat pe podium în primul său start al sezonului. Fangio a preluat conducerea campionatului ca urmare a victoriei sale. Fagioli a rămas pe locul doi, în timp ce Farina a coborât pe locul trei, la patru puncte în spatele coechipierului său argentinian.

### Cursa 7: Italia
Ultima rundă de campionat a sezonului a fost Marele Premiu al Italiei de pe Circuitul Monza de lângă Milano, iar toți cei trei piloții titulari Alfa Romeo s-au disputat pentru titlu. Dacă Fangio termina pe primul sau pe al doilea loc, câștiga titlul, indiferent unde terminau colegii săi. Dacă Farina nu reușește să marcheze cel puțin cinci puncte, nu putea lua titlul. Singura șansă a lui Fagioli de a deveni campion mondial era câștigarea cursei și stabilirea cel mai rapid tur; chiar și atunci, ar avea nevoie ca Farina să termine nu mai sus de locul trei, iar Fangio să nu marcheze puncte deloc.
Fangio a ocupat din nou pole position, Ascari calificându-se pe locul al doilea pentru Ferrari. Farina a plecat de pe locul al treilea, în timp ce Consalvo Sanesi a completat primul rând cu o Alfa Romeo suplimentară. Fagioli a putut să se califice doar pe locul cinci pe grilă, alături de a cincea Alfa a lui Piero Taruffi, de al doilea Ferrari, condus de Dorino Serafini, și de Sommer într-un Talbot-Lago. Farina a luat conducerea devreme, cu Ascari și Fangio nu departe. Ascari a menținut pentru scurt timp conducerea, dar a fost forțat să se retragă când motorul i s-a supraîncălzit. Două tururi mai târziu, Fangio s-a retras și el din cauza unor probleme cu cutia de viteze. Mașina lui Taruffi, care rula acum pe locul secund, a fost preluată de Fangio, deși argentinianul a fost nevoit să se retragă pentru a doua oară în cursă, de data aceasta cu probleme la motor. Ascari a preluat mașina lui Serafini și, în cele din urmă, a terminat pe locul al doilea în spatele lui Farina, a cărui victorie a câștigat titlul, luându-l cu trei puncte în fața lui Fangio. Fagioli a terminat pe locul al treilea în cursă și a ocupat aceeași poziție în clasamentul Campionatului Piloților.

## Piloții și echipele înscrise în campionat
Următorii piloți și constructori au participat în Campionatul Mondial al Piloților din 1950.
| Imagine                | Concurent                    | Constructor     | Motor                                                                                        | Șasiu                | Pneu | Piloți                | Piloți      |
| ---------------------- | ---------------------------- | --------------- | -------------------------------------------------------------------------------------------- | -------------------- | ---- | --------------------- | ----------- |
| Imagine                | Concurent                    | Constructor     | Motor                                                                                        | Șasiu                | Pneu | Numele pilotului      | Etape       |
| Alfa Romeo 159 Alfetta | Alfa Romeo SpA               | Alfa Romeo      | Alfa Romeo 158 1,5 L8s                                                                       | 158 159              | P    | Juan Manuel Fangio    | 1–2, 4–7    |
| Alfa Romeo 159 Alfetta | Alfa Romeo SpA               | Alfa Romeo      | Alfa Romeo 158 1,5 L8s                                                                       | 158 159              | P    | Giuseppe Farina       | 1–2, 4–7    |
| Alfa Romeo 159 Alfetta | Alfa Romeo SpA               | Alfa Romeo      | Alfa Romeo 158 1,5 L8s                                                                       | 158 159              | P    | Luigi Fagioli         | 1–2, 4–7    |
| Alfa Romeo 159 Alfetta | Alfa Romeo SpA               | Alfa Romeo      | Alfa Romeo 158 1,5 L8s                                                                       | 158 159              | P    | Reg Parnell           | 1           |
| Alfa Romeo 159 Alfetta | Alfa Romeo SpA               | Alfa Romeo      | Alfa Romeo 158 1,5 L8s                                                                       | 158 159              | P    | Consalvo Sanesi       | 7           |
| Alfa Romeo 159 Alfetta | Alfa Romeo SpA               | Alfa Romeo      | Alfa Romeo 158 1,5 L8s                                                                       | 158 159              | P    | Piero Taruffi         | 7           |
|                        | Joe Kelly                    | Alta            | Alta 1,5 L4s                                                                                 | GP                   | D    | Joe Kelly             | 1           |
| Geoffrey Crossley      | Geoffrey Crossley            | Alta            | Alta 1,5 L4s                                                                                 | GP                   | D    | 1, 5                  |             |
|                        | Horschell Racing Corporation | Cooper          | JAP 1,1 V2                                                                                   | T12                  | D    | Harry Schell          | 2           |
| ERA E-Type             | T.A.S.O. Mathieson           | ERA             | ERA 1,5 L6s                                                                                  | E-Type               | D    | Leslie Johnson        | 1           |
| ERA E-Type             | Peter Walker                 | ERA             | ERA 1,5 L6s                                                                                  | E-Type               | D    | Peter Walker          | 1           |
| ERA E-Type             | Peter Walker                 | ERA             | ERA 1,5 L6s                                                                                  | E-Type               | D    | Tony Rolt             | 1           |
| ERA B-Type             | Cuth Harrison                | ERA             | ERA 1,5 L6s                                                                                  | B-Type               | D    | Cuth Harrison         | 1–2, 7      |
| ERA B-Type             | Bob Gerard                   | ERA             | ERA 1,5 L6s                                                                                  | B-Type A-Type        | D    | Bob Gerard            | 1–2         |
| Ferrari 125 F1         | Scuderia Ferrari             | Ferrari         | Ferrari 125 F1 1,5 V12s Ferrari 166 F2 2,0 V12 Ferrari 275 F1 3,3 V12 Ferrari 375 F1 4,5 V12 | 125 166F2-50 275 375 | P    | Luigi Villoresi       | 2, 4–5      |
| Ferrari 125 F1         | Scuderia Ferrari             | Ferrari         | Ferrari 125 F1 1,5 V12s Ferrari 166 F2 2,0 V12 Ferrari 275 F1 3,3 V12 Ferrari 375 F1 4,5 V12 | 125 166F2-50 275 375 | P    | Alberto Ascari        | 2, 4–5, 7   |
| Ferrari 125 F1         | Scuderia Ferrari             | Ferrari         | Ferrari 125 F1 1,5 V12s Ferrari 166 F2 2,0 V12 Ferrari 275 F1 3,3 V12 Ferrari 375 F1 4,5 V12 | 125 166F2-50 275 375 | P    | Raymond Sommer        | 2, 4        |
| Ferrari 125 F1         | Scuderia Ferrari             | Ferrari         | Ferrari 125 F1 1,5 V12s Ferrari 166 F2 2,0 V12 Ferrari 275 F1 3,3 V12 Ferrari 375 F1 4,5 V12 | 125 166F2-50 275 375 | P    | Dorino Serafini       | 7           |
| Maserati 4CLT/48       | Officine Alfieri Maserati    | Maserati        | Maserati 4CLT 1,5 L4s                                                                        | 4CLT/48              | P    | Louis Chiron          | 1–2, 4, 6–7 |
| Maserati 4CLT/48       | Officine Alfieri Maserati    | Maserati        | Maserati 4CLT 1,5 L4s                                                                        | 4CLT/48              | P    | Franco Rol            | 2, 6–7      |
|                        | Scuderia Milano              | Maserati-Milano | Maserati 4CLT 1,5 L4s                                                                        | 4CLT/50              | P    | Felice Bonetto        | 4, 6-7      |
| Franco Comotti         | Scuderia Milano              | Maserati-Milano | Maserati 4CLT 1,5 L4s                                                                        | 4CLT/50              | P    | 7                     |             |
| Simca-Gordini T15      | Equipe Gordini               | Simca-Gordini   | Simca-Gordini 15C 1,5 L4s                                                                    | T15                  | E    | Robert Manzon         | 2, 6–7      |
| Simca-Gordini T15      | Equipe Gordini               | Simca-Gordini   | Simca-Gordini 15C 1,5 L4s                                                                    | T15                  | E    | Maurice Trintignant   | 2, 7        |
| Talbot-Lago T26C       | Automobiles Talbot-Darracq   | Talbot-Lago     | Talbot 23CV 4,5 L6                                                                           | T26C-DA T26C T26C-GS | D    | Yves Giraud-Cabantous | 1, 4–6      |
| Talbot-Lago T26C       | Automobiles Talbot-Darracq   | Talbot-Lago     | Talbot 23CV 4,5 L6                                                                           | T26C-DA T26C T26C-GS | D    | Louis Rosier          | 1, 4–6      |
| Talbot-Lago T26C       | Automobiles Talbot-Darracq   | Talbot-Lago     | Talbot 23CV 4,5 L6                                                                           | T26C-DA T26C T26C-GS | D    | Philippe Étancelin    | 1, 5        |
| Talbot-Lago T26C       | Automobiles Talbot-Darracq   | Talbot-Lago     | Talbot 23CV 4,5 L6                                                                           | T26C-DA T26C T26C-GS | D    | Eugène Martin         | 1, 4        |
| Talbot-Lago T26C       | Automobiles Talbot-Darracq   | Talbot-Lago     | Talbot 23CV 4,5 L6                                                                           | T26C-DA T26C T26C-GS | D    | Raymond Sommer        | 6           |
| Imagine                | Concurent                    | Constructor     | Motor                                                                                        | Șasiu                | Pneu | Numele pilotului      | Etape       |
| Imagine                | Concurent                    | Constructor     | Motor                                                                                        | Șasiu                | Pneu | Piloți                |             |

Piloții și echipele private care nu și-au construit propriul șasiu și au folosit șasiurile constructorilor existenți sunt arătați mai jos.
| Concurent              | Constructor afiliat | Motor                                      | Șasiu            | Pneu | Piloți                | Piloți    |
| ---------------------- | ------------------- | ------------------------------------------ | ---------------- | ---- | --------------------- | --------- |
| Concurent              | Constructor afiliat | Motor                                      | Șasiu            | Pneu | Numele pilotului      | Etape     |
| Scuderia Ambrosiana    | Maserati            | Maserati 4CLT 1,5 L4s                      | 4CLT/48          | D    | David Murray          | 1, 7      |
| Scuderia Ambrosiana    | Maserati            | Maserati 4CLT 1,5 L4s                      | 4CLT/48          | D    | David Hampshire       | 1, 6      |
| Scuderia Ambrosiana    | Maserati            | Maserati 4CLT 1,5 L4s                      | 4CLT/48          | D    | Reg Parnell           | 6         |
| Joe Fry                | Maserati            | Maserati 4CL 1,5 L4s                       | 4CL              | D    | Joe Fry               | 1         |
| Joe Fry                | Maserati            | Maserati 4CL 1,5 L4s                       | 4CL              | D    | Brian Shawe-Taylor    | 1         |
| Ecurie Belge           | Talbot-Lago         | Talbot 23CV 4,5 L6                         | T26C             | D    | Johnny Claes          | 1–2, 4–7  |
| Enrico Platé           | Maserati            | Maserati 4CLT 1,5 L4s                      | 4CLT/48          | P    | Toulo de Graffenried  | 1–2, 4, 7 |
| Enrico Platé           | Maserati            | Maserati 4CLT 1,5 L4s                      | 4CLT/48          | P    | Birabongse Bhanudej   | 1–2, 4, 7 |
| Scuderia Achille Varzi | Maserati            | Maserati 4CLT 1,5 L4s Maserati 4CL 1,5 L4s | 4CLT/48 4CL      | P    | José Froilán González | 2, 6      |
| Scuderia Achille Varzi | Maserati            | Maserati 4CLT 1,5 L4s Maserati 4CL 1,5 L4s | 4CLT/48 4CL      | P    | Alfredo Pián          | 2         |
| Scuderia Achille Varzi | Maserati            | Maserati 4CLT 1,5 L4s Maserati 4CL 1,5 L4s | 4CLT/48 4CL      | P    | Nello Pagani          | 4         |
| Scuderia Achille Varzi | Maserati            | Maserati 4CLT 1,5 L4s Maserati 4CL 1,5 L4s | 4CLT/48 4CL      | P    | Toni Branca           | 4         |
| Philippe Étancelin     | Talbot-Lago         | Talbot 23CV 4,5 L6                         | T26C T26C-DA     | D    | Philippe Étancelin    | 2, 4, 6–7 |
| Philippe Étancelin     | Talbot-Lago         | Talbot 23CV 4,5 L6                         | T26C T26C-DA     | D    | Eugène Chaboud        | 6         |
| Ecurie Rosier          | Talbot-Lago         | Talbot 23CV 4,5 L6                         | T26C T26C-GS     | D    | Louis Rosier          | 2, 7      |
| Ecurie Rosier          | Talbot-Lago         | Talbot 23CV 4,5 L6                         | T26C T26C-GS     | D    | Henri Louveau         | 7         |
| Peter Whitehead        | Ferrari             | Ferrari 125 F1 1,5 V12s                    | 125              | D P  | Peter Whitehead       | 2, 6–7    |
| Ecurie Bleue           | Talbot-Lago         | Talbot 23CV 4,5 L6                         | T26C             | D    | Harry Schell          | 4         |
| Pierre Levegh          | Talbot-Lago         | Talbot 23CV 4,5 L6                         | T26C             | D    | Pierre Levegh         | 5–7       |
| Raymond Sommer         | Talbot-Lago         | Talbot 23CV 4,5 L6                         | T26C             | D    | Raymond Sommer        | 5, 7      |
| Ecurie Lutetia         | Talbot-Lago         | Talbot 23CV 4,5 L6                         | T26C             | D    | Eugène Chaboud        | 5–6       |
| Antonio Branca         | Maserati            | Maserati 4CL 1,5 L4s                       | 4CL              | P    | Toni Branca           | 5         |
| Charles Pozzi          | Talbot-Lago         | Talbot 23CV 4,5 L6                         | T26C             | D    | Charles Pozzi         | 6         |
| Charles Pozzi          | Talbot-Lago         | Talbot 23CV 4,5 L6                         | T26C             | D    | Louis Rosier          | 6         |
| Clemente Biondetti     | Ferrari             | Jaguar XK 3,4 L6                           | Biondetti/166 SC | P    | Clemente Biondetti    | 7         |
| Paul Pietsch           | Maserati            | Maserati 4CLT 1,5 L4s                      | 4CLT/48          | P    | Paul Pietsch          | 7         |
| Guy Mairesse           | Talbot-Lago         | Talbot 23CV 4,5 L6                         | T26C             | D    | Guy Mairesse          | 7         |
| Concurent              | Constructor afiliat | Motor                                      | Șasiu            | Pneu | Numele pilotului      | Etape     |
| Concurent              | Constructor afiliat | Motor                                      | Șasiu            | Pneu | Piloți                |           |

- Notă: Tabelele de mai sus nu includ piloții și echipele care au participat doar la cursa de Campionat Mondial de la Indianapolis.

## Calendar
Următoarele șase Mari Premii și Indianapolis 500 au avut loc în 1950.
| 1.                                     | 2.                                           | 3.                                     | 4.                                |
| -------------------------------------- | -------------------------------------------- | -------------------------------------- | --------------------------------- |
| Marele Premiu al Marii Britanii 13 mai | Marele Premiu al Principatului Monaco 21 mai | Indianapolis 500 30 mai                | Marele Premiu al Elveției 4 iunie |
| Silverstone (P)                        | Monaco (S)                                   | Indianapolis (P)                       | Bremgarten (S)                    |
| 5.                                     | 6.                                           | 7.                                     |                                   |
| Marele Premiu al Belgiei 14 iulie      | Marele Premiu al Franței 29 iulie            | Marele Premiu al Italiei 16 septembrie |                                   |
| Spa-Francorchamps (S)                  | Reims-Gueux (S)                              | Monza (P)                              |                                   |
| (P) - pistă; (S) - stradă.             |                                              |                                        |                                   |

## Rezultate
La acest prim sezon al Campionatului Mondial au participat 14 echipe (4 de uzină și 10 independente). Pe lângă acestea, la cursele disputate în Europa au luat startul și o serie de mașini private. Cursa Indianapolis 500 s-a desfășurat exclusiv între echipe, constructori și piloți americani. Șasiurile, motoarele și numerele mașinilor au variat de la cursă la cursă.
| Etapa | Mare Premiu                | Pole position      | Cel mai rapid tur  | Pilotul câștigător | Constructorul câștigător | Pneu | Lider       | Lider |
| Etapa | Mare Premiu                | Pole position      | Cel mai rapid tur  | Pilotul câștigător | Constructorul câștigător | Pneu | Pilot       | Dif.  |
| ----- | -------------------------- | ------------------ | ------------------ | ------------------ | ------------------------ | ---- | ----------- | ----- |
| 1     | MP al Marii Britanii       | Giuseppe Farina    | Giuseppe Farina    | Giuseppe Farina    | Alfa Romeo               | P    | FAR         | 3     |
| 2     | MP al Principatului Monaco | Juan Manuel Fangio | Juan Manuel Fangio | Juan Manuel Fangio | Alfa Romeo               | P    | FAR FAN     | 0     |
| 3     | Indianapolis 500           | Walt Faulkner      | Johnnie Parsons    | Johnnie Parsons    | Kurtis Kraft-Offenhauser | F    | FAR FAN PAR | 0     |
| 4     | MP al Elveției             | Juan Manuel Fangio | Giuseppe Farina    | Giuseppe Farina    | Alfa Romeo               | P    | FAR         | 6     |
| 5     | MP al Belgiei              | Giuseppe Farina    | Giuseppe Farina    | Juan Manuel Fangio | Alfa Romeo               | P    | FAR         | 4     |
| 6     | MP al Franței              | Juan Manuel Fangio | Juan Manuel Fangio | Juan Manuel Fangio | Alfa Romeo               | P    | FAN         | 2     |
| 7     | MP al Italiei              | Juan Manuel Fangio | Juan Manuel Fangio | Giuseppe Farina    | Alfa Romeo               | P    | FAR         | 3     |

## Clasamentul Campionatului Mondial al Piloților
Punctele au fost acordate pe o bază de 8–6–4–3–2 primilor cinci clasați în fiecare cursă, cu un punct suplimentar revenind pilotului care a stabilit cel mai rapid tur al cursei (dacă cel mai rapid tur a fost realizat de mai mulți piloți, punctul s-a împărțit egal la fiecare pilot). Punctele pentru piloții care au condus aceeași mașină au fost împărțite în mod egal, indiferent de cine a condus mai multe tururi. Doar cele mai bune patru rezultate au fost luate în considerare pentru Campionatul Mondial. FIA nu a acordat o clasificare în campionat acelor piloți care nu au obținut puncte.
| Poz. | Pilot                 | GBR  | MCO  | 500 | SUI | BEL  | FRA  | ITA        | Puncte  |
| ---- | --------------------- | ---- | ---- | --- | --- | ---- | ---- | ---------- | ------- |
| 1    | Giuseppe Farina       | 1P R | Ab   |     | 1R  | 4P R | 7    | 1          | 30      |
| 2    | Juan Manuel Fangio    | Ab   | 1P R |     | AbP | 1    | 1P R | AbP R / Ab | 27      |
| 3    | Luigi Fagioli         | 2    | Ab   |     | 2   | 2    | 2    | (3)        | 24 (28) |
| 4    | Louis Rosier          | 5    | Ab   |     | 3   | 3    | 6    | 4          | 13      |
| 5    | Alberto Ascari        |      | 2    |     | Ab  | 5    | NS   | Ab / 2     | 11      |
| 6    | Johnnie Parsons       |      |      | 1R  |     |      |      |            | 9       |
| 7    | Bill Holland          |      |      | 2   |     |      |      |            | 6       |
| 8    | Prince Bira           | Ab   | 5    |     | 4   |      |      | Ab         | 5       |
| 9    | Peter Whitehead       |      | NS   |     |     |      | 3    | 7          | 4       |
| =    | Louis Chiron          | Ab   | 3    |     | 9   |      | Ab   | Ab         | 4       |
| =    | Reg Parnell           | 3    |      |     |     |      | Ab   |            | 4       |
| =    | Mauri Rose            |      |      | 3   |     |      |      |            | 4       |
| 13   | Dorino Serafini       |      |      |     |     |      |      | 2          | 3       |
| =    | Yves Giraud-Cabantous | 4    |      |     | Ab  | Ab   | 8    |            | 3       |
| =    | Raymond Sommer        |      | 4    |     | Ab  | Ab   | Ab   | Ab         | 3       |
| =    | Robert Manzon         |      | Ab   |     |     |      | 4    | Ab         | 3       |
| =    | Cecil Green           |      |      | 4   |     |      |      |            | 3       |
| =    | Philippe Étancelin    | 8    | Ab   |     | Ab  | Ab   | 5    | 5          | 3       |
| 19   | Felice Bonetto        |      |      |     | 5   |      | Ab   | NS         | 2       |
| 20   | Eugène Chaboud        |      |      |     |     | Ab   | 5    |            | 1       |
| =    | Joie Chitwood         |      |      | 5   |     |      |      |            | 1       |
| =    | Tony Bettenhausen     |      |      | 5   |     |      |      |            | 1       |
| —    | Toulo de Graffenried  | Ab   | Ab   |     | 6   |      |      | 6          | 0       |
| —    | Bob Gerard            | 6    | 6    |     |     |      |      |            | 0       |
| —    | Luigi Villoresi       |      | Ab   |     | Ab  | 6    | NS   |            | 0       |
| —    | Lee Wallard           |      |      | 6   |     |      |      |            | 0       |
| —    | Charles Pozzi         |      |      |     |     |      | 6    |            | 0       |
| —    | Johnny Claes          | 11   | 7    |     | 10  | 8    | Ab   | Ab         | 0       |
| —    | Cuth Harrison         | 7    | Ab   |     |     |      |      | Ab         | 0       |
| —    | Pierre Levegh         |      |      |     |     | 7    | Ab   | Ab         | 0       |
| —    | Walt Faulkner         |      |      | 7P  |     |      |      |            | 0       |
| —    | Nello Pagani          |      |      |     | 7   |      |      |            | 0       |
| —    | Harry Schell          |      | Ab   |     | 8   |      |      |            | 0       |
| —    | George Connor         |      |      | 8   |     |      |      |            | 0       |
| —    | Geoffrey Crossley     | Ab   |      |     |     | 9    |      |            | 0       |
| —    | David Hampshire       | 9    |      |     |     |      | Ab   |            | 0       |
| —    | Paul Russo            |      |      | 9   |     |      |      |            | 0       |
| —    | Toni Branca           |      |      |     | 11  | 10   |      |            | 0       |
| —    | Pat Flaherty          |      |      | 10  |     |      |      |            | 0       |
| —    | Brian Shawe-Taylor    | 10   |      |     |     |      |      |            | 0       |
| —    | Joe Fry               | 10   |      |     |     |      |      |            | 0       |
| —    | Myron Fohr            |      |      | 11  |     |      |      |            | 0       |
| —    | Duane Carter          |      |      | 12  |     |      |      |            | 0       |
| —    | Mack Hellings         |      |      | 13  |     |      |      |            | 0       |
| —    | Jack McGrath          |      |      | 14  |     |      |      |            | 0       |
| —    | Troy Ruttman          |      |      | 15  |     |      |      |            | 0       |
| —    | Gene Hartley          |      |      | 16  |     |      |      |            | 0       |
| —    | Jimmy Davies          |      |      | 17  |     |      |      |            | 0       |
| —    | Johnny McDowell       |      |      | 18  |     |      |      |            | 0       |
| —    | Walt Brown            |      |      | 19  |     |      |      |            | 0       |
| —    | Spider Webb           |      |      | 20  |     |      |      |            | 0       |
| —    | Jerry Hoyt            |      |      | 21  |     |      |      |            | 0       |
| —    | Walt Ader             |      |      | 22  |     |      |      |            | 0       |
| —    | Jackie Holmes         |      |      | 23  |     |      |      |            | 0       |
| —    | Jim Rathmann          |      |      | 24  |     |      |      |            | 0       |
| —    | Joe Kelly             | NC   |      |     |     |      |      |            | 0       |
| —    | Franco Rol            |      | Ab   |     |     |      | Ab   | Ab         | 0       |
| —    | Eugène Martin         | Ab   |      |     | Ab  |      |      |            | 0       |
| —    | José Froilán González |      | Ab   |     |     |      | Ab   |            | 0       |
| —    | David Murray          | Ab   |      |     |     |      |      | Ab         | 0       |
| —    | Maurice Trintignant   |      | Ab   |     |     |      |      | Ab         | 0       |
| —    | Leslie Johnson        | Ab   |      |     |     |      |      |            | 0       |
| —    | Peter Walker          | Ab   |      |     |     |      |      |            | 0       |
| —    | Tony Rolt             | Ab   |      |     |     |      |      |            | 0       |
| —    | Bill Schindler        |      |      | Ab  |     |      |      |            | 0       |
| —    | Jimmy Jackson         |      |      | Ab  |     |      |      |            | 0       |
| —    | Sam Hanks             |      |      | Ab  |     |      |      |            | 0       |
| —    | Dick Rathmann         |      |      | Ab  |     |      |      |            | 0       |
| —    | Duke Dinsmore         |      |      | Ab  |     |      |      |            | 0       |
| —    | Henry Banks           |      |      | Ab  |     |      |      |            | 0       |
| —    | Fred Agabashian       |      |      | Ab  |     |      |      |            | 0       |
| —    | Bayliss Levrett       |      |      | Ab  |     |      |      |            | 0       |
| —    | Bill Cantrell         |      |      | Ab  |     |      |      |            | 0       |
| —    | Guy Mairesse          |      |      |     |     |      |      | Ab         | 0       |
| —    | Paul Pietsch          |      |      |     |     |      |      | Ab         | 0       |
| —    | Clemente Biondetti    |      |      |     |     |      |      | Ab         | 0       |
| —    | Henri Louveau         |      |      |     |     |      |      | Ab         | 0       |
| —    | Franco Comotti        |      |      |     |     |      |      | Ab         | 0       |
| —    | Consalvo Sanesi       |      |      |     |     |      |      | Ab         | 0       |
| —    | Piero Taruffi         |      |      |     |     |      |      | Ab         | 0       |
| —    | Alfredo Pián          |      | NS   |     |     |      |      |            | 0       |
| Poz. | Constructor           | GBR  | MCO  | 500 | SUI | BEL  | FRA  | ITA        | Puncte  |

| Legendă      | Legendă                                            |
| Culoare      | Rezultat                                           |
| ------------ | -------------------------------------------------- |
| Auriu        | Câștigător                                         |
| Argintiu     | Locul 2                                            |
| Bronz        | Locul 3                                            |
| Verde        | Alte locuri care punctează                         |
| Albastru     | Alte locuri                                        |
| Albastru     | Nu s-a clasat, dar a terminat cursa (NC)           |
| Purpuriu     | A abandonat cursa (Ab)                             |
| Negru        | Descalificat (DSC)                                 |
| Alb          | Nu a luat startul (NS)                             |
| Roșu         | Nu s-a calificat (NSC)                             |
| Fără culoare | Retras înainte de calificări (Ret)                 |
| Fără culoare | Exclus (EX)                                        |
| Fără culoare | Nu a participat (celulă goală)                     |
| Adnotare     | Însemnătate                                        |
| P            | Pole position                                      |
| R            | Cel mai rapid tur                                  |
| (6)          | Rezultatul nu a fost luat în considerare pentru CM |
| 1            | A împărțit mașina cu unul sau mai mulți piloți     |

## Curse neincluse în Campionatul Mondial
Aceste curse, deși s-au desfășurat tot în anul 1950, nu au contat în clasamentul Campionatului Mondial.
| Nume                            | Nume oficial                 | Circuit     | Dată          | Câștigător         | Constructor | Detalii |
| ------------------------------- | ---------------------------- | ----------- | ------------- | ------------------ | ----------- | ------- |
| Marele Premiu Pau               | XI Pau Grand Prix            | Pau         | 10 aprilie    | Juan Manuel Fangio | Maserati    | Detalii |
| Trofeul Glover                  | II Richmond Trophy           | Goodwood    | 10 aprilie    | Reg Parnell        | Maserati    | Detalii |
| Marele Premiu San Remo          | V San Remo Grand Prix        | San Remo    | 16 aprilie    | Juan Manuel Fangio | Alfa Romeo  | Detalii |
| Marele Premiu al Parisului      | IV Grand Prix de Paris       | Montlhéry   | 30 aprilie    | Georges Grignard   | Talbot-Lago | Detalii |
| Trofeul Imperiului Britanic     | XII British Empire Trophy    | Douglas     | 15 iunie      | Bob Gerard         | ERA         | Detalii |
| Marele Premiu Bari              | IV Gran Premio di Bari       | Bari        | 9 iulie       | Giuseppe Farina    | Alfa Romeo  | Detalii |
| Jersey Road Race                | IV J.C.C. Jersey Road Race   | Jersey      | 13 iulie      | Peter Whitehead    | Ferrari     | Detalii |
| Marele Premiu Albigeois         | XII Circuit de l'Albigeois   | Albi        | 16 iulie      | Louis Rosier       | Talbot-Lago | Detalii |
| Marele Premiu al Țărilor de Jos | I Grote Prijs van Nederland  | Zandvoort   | 23 iulie      | Louis Rosier       | Talbot-Lago | Detalii |
| Marele Premiu al Națiunilor     | III Grand Prix des Nations   | Geneva      | 30 iulie      | Juan Manuel Fangio | Alfa Romeo  | Detalii |
| Trofeul Nottingham              | I Nottingham Trophy          | Gamston     | 7 august      | David Hampshire    | Maserati    | Detalii |
| Trofeul Ulster                  | IV Ulster Trophy             | Dundrod     | 12 august     | Peter Whitehead    | Ferrari     | Detalii |
| Cupa Acerbo                     | XIX Coppa Acerbo             | Pescara     | 15 august     | Juan Manuel Fangio | Alfa Romeo  | Detalii |
| Trofeul Sheffield Telegraph     | I Sheffield Telegraph Trophy | Gamston     | 19 august     | Cuth Harrison      | ERA         | Detalii |
| Trofeul Internațional BRDC      | II BRDC International Trophy | Silverstone | 26 august     | Giuseppe Farina    | Alfa Romeo  | Detalii |
| Trofeul Goodwood                | III Goodwood Trophy          | Goodwood    | 30 septembrie | Reg Parnell        | BRM         | Detalii |
| Marele Premiu Penya Rhin        | X Gran Premio de Penya Rhin  | Pedralbes   | 29 octombrie  | Alberto Ascari     | Ferrari     | Detalii |